# Чемпіонат світу з футболу 2022 (кваліфікаційний раунд)
Кваліфікація Чемпіонату світу з футболу 2022 — набір турнірів, організованих шістьма конфедераціями ФІФА для визначення 31 з 32 учасників Чемпіонату світу з футболу 2022. Збірна Катару автоматично кваліфікувалася до турніру як країна-організатор. Решта 210 збірних, що є членами ФІФА, потрапляють до кваліфікації.
На відміну від попередніх кваліфікацій, жеребкування проводилися окремо кожною конфедерацією, оскільки вони мають різні часові рамки проведення кваліфікаційних турнірів. Кваліфікація почалася 6 червня 2019 року та закінчилася 14 червня 2022.
Кваліфікація Чемпіонату світу з футболу 2022 також постраждала від перенесень матчів через пандемію COVID-19.

## Кваліфіковані збірні

Команда вийшла у фінальний турнір
Команда може вийти у фінальний турнір
Команда вибула
Країна відмовилася від участі, або були вилучені
Країна не входить у ФІФА

| Збірна            | Кваліфіковані як                              | Дата кваліфікації | Поява на турнірі | Поспіль | Востаннє | Найкращий результат                          |
| ----------------- | --------------------------------------------- | ----------------- | ---------------- | ------- | -------- | -------------------------------------------- |
| Катар             | Господарі                                     | 2 грудня 2010     | 1-а              | 1       | вперше   | -                                            |
| Німеччина         | Переможець групи J УЄФА                       | 11 жовтня 2021    | 20-а             | 18      | 2018     | Переможці (1954, 1974, 1990, 2014)           |
| Данія             | Переможець групи F УЄФА                       | 12 жовтня 2021    | 6-а              | 2       | 2018     | 1/4 фіналу (1998)                            |
| Бразилія          | Переможець групи КОНМЕБОЛ                     | 11 листопада 2021 | 22-а             | 22      | 2018     | Переможці (1958, 1962, 1970, 1994, 2002)     |
| Бельгія           | Переможець групи E УЄФА                       | 13 листопада 2021 | 14-а             | 3       | 2018     | 3-є місце (2018)                             |
| Франція           | Переможець групи D УЄФА                       | 13 листопада 2021 | 16-а             | 7       | 2018     | Переможці (1998, 2018)                       |
| Хорватія          | Переможець групи H УЄФА                       | 14 листопада 2021 | 6-а              | 3       | 2018     | 2-е місце (2018)                             |
| Іспанія           | Переможець групи B УЄФА                       | 14 листопада 2021 | 16-а             | 12      | 2018     | Переможці (2010)                             |
| Сербія            | Переможець групи A УЄФА                       | 14 листопада 2021 | 3-я              | 2       | 2018     | Груповий етап (2010, 2018)                   |
| Англія            | Переможець групи I УЄФА                       | 15 листопада 2021 | 16-а             | 7       | 2018     | Переможці (1966)                             |
| Швейцарія         | Переможець групи C УЄФА                       | 15 листопада 2021 | 12-а             | 5       | 2018     | 1/4 фіналу (1934, 1938, 1954)                |
| Нідерланди        | Переможець групи G УЄФА                       | 16 листопада 2021 | 11-а             | 1       | 2014     | 2-е місце (1974, 1978, 2010)                 |
| Аргентина         | 2-е місце групи КОНМЕБОЛ                      | 16 листопада 2021 | 18-а             | 13      | 2018     | Переможці (1978, 1986)                       |
| Іран              | Переможець групи A третього раунду АФК        | 27 січня 2022     | 6-а              | 3       | 2018     | Груповий етап (1978, 1998, 2006, 2014, 2018) |
| Південна Корея    | 2-е місце групи A третього раунду АФК         | 1 лютого 2022     | 11-а             | 10      | 2018     | Четверте місце (2002)                        |
| Японія            | 2-е місце групи B третього раунду АФК         | 24 березня 2022   | 7-а              | 7       | 2018     | 1/8 фіналу (2002, 2010, 2018)                |
| Саудівська Аравія | Переможець групи B третього раунду АФК        | 24 березня 2022   | 6-а              | 2       | 2018     | 1/8 фіналу (1994)                            |
| Уругвай           | 3-є місце групи КОНМЕБОЛ                      | 24 березня 2022   | 14-а             | 4       | 2018     | Переможці (1930, 1950)                       |
| Еквадор           | 4-е місце групи КОНМЕБОЛ                      | 24 березня 2022   | 4-а              | 1       | 2014     | 1/8 фіналу (2006)                            |
| Канада            | Переможець третього раунду КОНКАКАФ           | 27 березня 2022   | 2-а              | 1       | 1986     | Груповий етап (1986)                         |
| Гана              | Переможець стикових матчів КАФ                | 29 березня 2022   | 4-а              | 1       | 2014     | 1/4 фіналу (2010)                            |
| Сенегал           | Переможець стикових матчів КАФ                | 29 березня 2022   | 3-я              | 2       | 2018     | 1/4 фіналу (2002)                            |
| Португалія        | Переможець стикових матчів УЄФА               | 29 березня 2022   | 8-а              | 6       | 2018     | 3-є місце (1966)                             |
| Польща            | Переможець стикових матчів УЄФА               | 29 березня 2022   | 9-а              | 2       | 2018     | 3-є місце (1974, 1982)                       |
| Марокко           | Переможець стикових матчів КАФ                | 29 березня 2022   | 6-а              | 2       | 2018     | 1/8 фіналу (1986)                            |
| Туніс             | Переможець стикових матчів КАФ                | 29 березня 2022   | 6-а              | 2       | 2018     | Груповий етап (1978, 1998, 2002, 2006, 2018) |
| Камерун           | Переможець стикових матчів КАФ                | 29 березня 2022   | 8-а              | 1       | 2014     | 1/4 фіналу (1990)                            |
| Мексика           | 2-е місце третього раунду КОНКАКАФ            | 30 березня 2022   | 17-а             | 8       | 2018     | 1/4 фіналу (1970, 1986)                      |
| США               | 3-є місце третього раунду КОНКАКАФ            | 30 березня 2022   | 11-а             | 1       | 2014     | 3-є місце (1930)                             |
| Уельс             | Переможець стикових матчів УЄФА               | 5 червня 2022     | 2-а              | 1       | 1958     | 1/4 фіналу (1958)                            |
| Австралія         | Переможець міжконтинентальних стикових матчів | 13 червня 2022    | 6-а              | 5       | 2018     | 1/8 фіналу (2006)                            |
| Коста-Рика        | Переможець міжконтинентальних стикових матчів | 14 червня 2022    | 6-а              | 3       | 2018     | 1/4 фіналу (2014)                            |

## Процедура кваліфікації
Усі асоціації-члени ФІФА (211 на момент відбору) мають право на участь у кваліфікації. Катар автоматично потрапили до фінального турніру, як країна-організатор. Тим не менш, оскільки кваліфікація АФК також є відбором до Кубку Азії 2023, Катар беруть участь у перших двох раундах кваліфікації. Якщо вони посядуть перше чи друге місце у своїй групі, їх місце у відборі до чемпіонату світу займе п'ята найкраща команда серед других місць. Вперше після двох перших турнірів (1930 та 1934) Чемпіонат світу приймає країна, збірна якої ніколи раніше не проходила до фінального турніру. Поточний чемпіон світу — збірна Франції — також змагається у кваліфікації за путівку до чемпіонату.
Континентальні конфедерації отримали таку кількість місць у фінальному турнірі:
- UEFA (Європа): 13 країн
- CAF (Африка): 5 країн
- CONMEBOL (Південна Америка): 4 або 5 країн

5-а команда цієї зони потрапляє до міжконтинентальних плей-оф
- CONCACAF (Північна та Центральна Америка): 3 або 4 учасники

4-а команди цієї зони потрапляє до міжконтинентальних плей-оф
- AFC (Азія): 4 або 5 країн[9] + Катар (на правах господаря)

5-а команди цієї зони потрапляє до міжконтинентальних плей-оф
- OFC (Океанія): 0 або 1 країна[9]

Переможець цієї зони потрапляє до міжконтинентальних плей-оф

### Зведені дані кваліфікації
|              |                                     |             |                 |                      |                     |  |  |  |  |
| Конфедерація | Доступні місця у фінальному турнірі | Усі команди | Кваліфікувалися | Початок кваліфікації | Кінець кваліфікації |  |  |  |  |
| АФК          | 4 чи 5 +1                           | 45+1        | 5+1             | 6 червня 2019        | 13 червня 2022      |  |  |  |  |
| КАФ          | 5                                   | 54          | 5               | 4 вересня 2019       | 29 березня 2022     |  |  |  |  |
| КОНКАКАФ     | 3 чи 4                              | 34          | 4               | 24 березня 2021      | 14 червня 2022      |  |  |  |  |
| КОНМЕБОЛ     | 4 чи 5                              | 10          | 4               | 8 жовтня 2020        | 13 червня 2022      |  |  |  |  |
| ОФК          | 0 чи 1                              | 7           | 0               | 17 березня 2022      | 14 червня 2022      |  |  |  |  |
| УЄФА         | 13                                  | 55          | 13              | 24 березня 2021      | 5 червня 2022       |  |  |  |  |
| Загалом      | 31+1                                | 205+1       | 31+1            | 6 червня 2019        | 14 червня 2022      |  |  |  |  |

### Статус РФС
9 грудня 2019, Всесвітнє антидопінгове агентство дискваліфікували Росію від участі у великих спортивних змагань на 4 роки після того, як РУСАДА (Російське антидопінгове агентство) проводили маніпуляції з допінг-пробами російських спортсменів. Але оскільки дискваліфікація поширюється тільки на фінальний турнір, Росія досі може брати участь у відборі. В залежності від рішення ФІФА, Росія може мати змогу змагатися у Чемпіонаті світу, якщо пройдуть кваліфікацію, але без використання російського прапора та гімну. Рішення було оскаржене у спортивному арбітражному суді (САС), який 17 грудня 2020 виніс рішення про вкорочення дискваліфікації з 4 до 2 років — до 16 грудня 2022 року. Також арбітражний суд дозволив використання слова "росія" на формі, якщо воно не більш виразне, ніж "нейтральний спортсмен" чи "нейтральна команда".
27 лютого 2022 року, в результаті вторгнення в Україну та бойкоту збірних Польщі, Чехії та Швеції, ФІФА заборонили РФС грати на домашніх стадіонах, використовувати прапор, гімн чи ім'я своєї країни. Натомість матчі мали проводитися на нейтральних полях, без глядачів і команда мала виступати під ім'ям «РФС». Проте вже 28 лютого, згідно рекомендації Міжнародного олімпійського комітету (МОК), ФІФА відсторонили державу-агресора. Апеляція рішення в САС була відхилена 18 березня.

## Формат
Формат кваліфікаційних змагань визначає кожна конфедерація (див. далі). Кожен з етапів кваліфікації може відбуватися в одному з наступних форматів:
- Формат ліги, де формуються групи (група) від трьох команд та більше, які грають між собою вдома та на виїзді за круговою системою, або у виняткових випадках (з дозволу орг. комітету ФІФА) по одному матчу за круговою системою на полі однієї з команд, або на нейтральному полі.
- Плей-оф, де по дві команди грають два матчі (вдома та на виїзді), або один матч.

### Правила розподілу місць
У форматі ліги, порядок команд в таблиці кожної групи визначається за наступними критеріями (статті 20.4 та 20.6 регламенту):
1. Кількість очок (3 очки за перемогу, 1 за нічию, 0 за поразку);
2. Загальна різниця м'ячів;
3. Загальна кількість забитих м'ячів;
4. Кількість очок у матчах лише між командами під питанням;
5. Різниця м'ячів у матчах лише між командами під питанням;
6. Кількість забитих м'ячів у матчах лише між командами під питанням;
7. Більша кількість голів, забитих на виїзді лише між командами під питанням (якщо під питанням лише дві команди у форматі ліги, які грали між собою вдома та на виїзді);
8. Показник фейр-плей:
  - перша жовта картка: мінус 1 бал;
  - непряма червона картка (друга жовта): мінус 3 бала;
  - пряма червона картка: мінус 4 бала;
  - жовта картка та пряма червона: мінус 5 балів;
9. Жеребкування Організаційним комітетом ФІФА;

Якщо команди, які посіли однакові позиції в усіх групах (на приклад, 2-і місця усіх груп) порівнюються для визначення того, хто проходить в наступний етап, критерії для порівняння визначаються форматом відбору та мають бути узгодженні з ФІФА (стаття 20.8 регламенту).
У форматі плей-оф, команда з більшим рахунком за сумою двох матчів проходить до наступного етапу. Якщо за загальним рахунком нічия, застосовується правило виїзного голу, тобто команда, яка забила більше голів на полі суперника, проходить далі. Якщо голи на виїзді також однакові, команди грають додатковий час (2 додаткові тайми по 15 хвилин кожен). Після додаткового часу за потреби знову застосовується правило виїзного голу (на приклад, якщо під час додаткових таймів були забиті голи, але загальний рахунок досі однаковий, гості перемагають в результаті повторного застосування правила виїзного голу). Якщо жодна з команд не забила в додатковому часі, переможець визначається в серії післяматчевих пенальті (стаття 20.10 регламенту).

## Азія (AFC)
Перші два етапи також слугують відбором до Кубку Азії 2023. Тому Катар, господар Чемпіонату світу 2022, бере участь лише в цих двох раундах відбору.
Кваліфікація складається з наступних етапів:
- Перший раунд: 12 команд (35–46 місце в рейтингу) розбиті на 6 пар грають між собою по 2 матчі (вдома та на виїзді). 6 переможців потрапляють до Другого раунду.
- Другий раунд: 40 команд (1–34 місце в рейтингу, включно з Катаром та 6 переможцями Першого раунду) було розділено на 8 груп по 5 команд кожна. Команди в кожній групі грають між собою вдома та на виїзді за круговою системою. 8 переможців груп та 4 кращих серед команд, які посіли 2-і місця, проходять до Третього раунду, а також потрапляють до Кубку Азії 2023. Якщо Катар посядуть 1-е місце в групі, або опиняться серед 4-х кращих других місць, їх місце займе 5-а команда серед 2-х місць.[7]
- Третій раунд: 12 команд, які пройшли з Другого раунду, буде поділено на 2 групи по 6 команд. Команди в кожній групі грають між собою вдома та на виїзді за круговою системою. 1-е та 2-е місця з кожної групи потрапляють до Чемпіонату світу, а треті місця зіграють між собою вдома та на виїзді за місце у міжконтинентальних плей-оф.

### Третій раунд
| Поз | Команда        | І  | О  |
| --- | -------------- | -- | -- |
| 1   | Іран           | 10 | 25 |
| 2   | Південна Корея | 10 | 23 |
| 3   | ОАЕ            | 10 | 12 |
| 4   | Ірак           | 10 | 9  |
| 5   | Сирія          | 10 | 6  |
| 6   | Ліван          | 10 | 6  |

| Поз | Команда           | І  | О  |
| --- | ----------------- | -- | -- |
| 1   | Саудівська Аравія | 10 | 23 |
| 2   | Японія            | 10 | 22 |
| 3   | Австралія         | 10 | 15 |
| 4   | Оман              | 10 | 14 |
| 5   | КНР               | 10 | 6  |
| 6   | В'єтнам           | 10 | 4  |

### Четвертий раунд
| Команда 1 | Рахунок | Команда 2 |
| --------- | ------- | --------- |
| ОАЕ       | 1:2     | Австралія |

## Африка (CAF)
10 липня 2019 КАФ оголосили про відмову від формату, який вони використовували для відбору до Чемпіонату світу 2014.
- Перший раунд: 28 команд (27–54 місце в рейтингу) розбиті на 14 пар грають між собою по 2 матчі (вдома та на виїзді). 14 переможців проходять до Другого раунду.
- Другий раунд: 40 команд (1–26 місце в рейтингу та 14 переможців Першого раунду) було розділено на 10 груп по 4 команди кожна. Команди в кожній групі грають між собою вдома та на виїзді за круговою системою. 10 переможців груп проходять до Третього раунду.
- Третій раунд: 10 команд, які пройшли з Другого раунду, грають між собою по 2 матчі (вдома та на виїзді). 5 переможців потрапляють до Чемпіонату світу.

### Третій раунд
| Команда 1 | Заг.           | Команда 2 | 1-й матч | 2-й матч |
| --------- | -------------- | --------- | -------- | -------- |
| Єгипет    | 1:1 (пен. 1:3) | Сенегал   | 1:0      | 0:1 (дч) |
| Камерун   | 2:2 (ч)        | Алжир     | 0:1      | 2:1 (дч) |
| Гана      | 1:1 (ч)        | Нігерія   | 0:0      | 1:1      |
| ДР Конго  | 2:5            | Марокко   | 1:1      | 1:4      |
| Малі      | 0:1            | Туніс     | 0:1      | 0:0      |

## Океанія (OFC)
Кваліфікація ОФК мала розпочатися у вересні 2020, але того місяця ФІФА перенесли вікно міжнародних матчів через пандемію COVID-19
Наприкінці 2021 року було визначено новий формат кваліфікації.
Кваліфікація складається з міні-турніру, який відбудеться у Катарі у 2022 році. Переможець отримає право зіграти у міжконтинентальних плей-оф. Турнір складається з наступних етапів:
- Кваліфікаційний матч: 2 команди ОФК з найгіршим рейтингом зіграють матч, переможець якого потрапляє до групового етапу.
- Груповий етап: 8 команд (7 команд з кращим рейтингом та переможець кваліфікаційного матчу) були поділені на дві групи по 4 команди кожна. Перше та друге місце з обох груп проходять до фінального раунду.
- Фінальний раунд: 4 команди зіграють у форматі одноматчевого плей-оф. Переможець фіналу зіграє у міжконтинентальних плей-оф.

### Фінальний раунд
|  | Півфінали                            | Півфінали     |                                      |   | Фінал | Фінал |
|  |                                      |               |                                      |   |       |       |
|  | 27 березня 2022 – Доха (Гранд Хамад) |               |                                      |   |       |       |
|  |                                      |               |                                      |   |       |       |
|  | Соломонові Острови                   | 3             |                                      |   |       |       |
|  | Соломонові Острови                   | 3             | 30 березня 2022 – Доха (Гранд Хамад) |   |       |       |
|  | Папуа Нова Гвінея                    | 2             |                                      |   |       |       |
|  | Папуа Нова Гвінея                    | 2             | Соломонові Острови                   | 0 |       |       |
|  | 27 березня 2022 – Доха (Гранд Хамад) |               | Соломонові Острови                   | 0 |       |       |
|  |                                      | Нова Зеландія | 5                                    |   |       |       |
|  | Нова Зеландія                        | Нова Зеландія | 5                                    | 1 |       |       |
|  | Нова Зеландія                        |               |                                      | 1 |       |       |
|  | Таїті                                | 0             |                                      |   |       |       |
|  | Таїті                                | 0             |                                      |   |       |       |

## Південна Америка (CONMEBOL)
24 січня 2019 КОНМЕБОЛ вирішили залишити процедуру відбору, яку використовували для попередніх шести турнірів. З жовтня 2020 по червень 2022 (попередньо заплановано на березень 2020 по листопад 2021, але перенесено через пандемію COVID-19), усі 10 збірних КОНМЕБОЛ зіграють вдома та на виїзді у форматі ліги по круговій системі. Команди, що посядуть перші чотири місця, потрапляють до Чемпіонату світу. 5-е місце проходить до міжконтинентальних плей-оф.

### Фінальна таблиця
| Поз | Команда   | І  | О  |
| --- | --------- | -- | -- |
| 1   | Бразилія  | 17 | 45 |
| 2   | Аргентина | 17 | 39 |
| 3   | Уругвай   | 18 | 28 |
| 4   | Еквадор   | 18 | 26 |
| 5   | Перу      | 18 | 24 |
| 6   | Колумбія  | 18 | 23 |
| 7   | Чилі      | 18 | 19 |
| 8   | Парагвай  | 18 | 16 |
| 9   | Болівія   | 18 | 15 |
| 10  | Венесуела | 18 | 10 |

## Північна Америка (CONCACAF)
- Перший раунд: Команди КОНКАКАФ з 6 по 35 місце в рейтингу на основі рейтингу ФІФА за липень 2020 були розбиті на 6 груп по 5 команд кожна та зіграють по одному матчу з кожним суперником по круговій системі (2 вдома та 2 на виїзді кожна). Переможці груп потрапляють до Другого раунду.
- Другий раунд: 6 команд, які пройшли з Першого раунду, буде розбито на 3 пари, в кожній з яких команди зіграють по 2 матчі (вдома та на виїзді). Троє переможців проходять до Третього раунду.
- Третій раунд: 3 переможці Другого раунду разом з 5 найкращими збірними КОНКАКАФ (Мексика, Сполучені Штати, Коста Ріка, Ямайка та Гондурас) на основі рейтингу ФІФА від липня 2020 зіграють між собою вдома та на виїзді за круговою системою в єдиній групі. Перші 3-и місця в групі потрапляють до Чемпіонату світу. 4-е місце потрапляє до міжконтинентальних плей-оф.

### Третій раунд
| Поз | Команда    | І  | О  |
| --- | ---------- | -- | -- |
| 1   | Канада     | 14 | 28 |
| 2   | Мексика    | 14 | 28 |
| 3   | США        | 14 | 25 |
| 4   | Коста-Рика | 14 | 25 |
| 5   | Панама     | 14 | 21 |
| 6   | Ямайка     | 14 | 11 |
| 7   | Сальвадор  | 14 | 10 |
| 8   | Гондурас   | 14 | 4  |

## Європа (UEFA)
Жеребкування Першого раунду (груповий етап) відбулось в  Цюриху 7 грудня 2020, о 19:00 EET (UTC+2). 18 червня 2020, Виконавчий комітет УЄФА затвердив регламент кваліфікаційного групового етапу. 55 команд поділено для жеребкування на 6 кошиків відповідно до Рейтингу ФІФА від листопада 2020, після завершення групового етапу Ліги націй УЄФА 2020—2021.
Формат кваліфікації було затверджено Виконавчим комітетом УЄФА під час засідання у  Ньйоні 4 грудня 2019. Результат Ліги націй 2020-21 вплине на кваліфікаційний процес, хоч і в меншій мірі, ніж на Євро 2020. Структура відбору залишилась типовою структурою УЄФА груповий етап/плей-оф з невеликою поправною до формату плей-оф.
- Перший раунд (груповий етап): 10 груп по 5 чи 6 команд. Переможець кожної групи потрапляє до Чемпіонату світу. 4 команди, що потрапили до Фіналу чотирьох Ліги націй УЄФА 2021 (Бельгія, Іспанія, Італія та Франція) потраплять до менших груп (по 5 команд).
- Другий раунд (плей-оф): 10 команд, які посіли 2-е місце в своїй групі, разом із 2-а найкращими переможцями груп Ліги націй на основі загального рейтингу Ліги націй, які посіли в груповому етапі кваліфікації місця нижче 2-го. 12 команд будуть розділені на 3-и шляхи плей-оф, які складаються з одноматчевих півфіналів та фіналів (господар визначається жеребкуванням). Переможець кожного шляху проходить до Чемпіонату світу.

### Перший раунд
| Поз | Команда     | І | О  |
| --- | ----------- | - | -- |
| 1   | Сербія      | 8 | 20 |
| 2   | Португалія  | 8 | 17 |
| 3   | Ірландія    | 8 | 9  |
| 4   | Люксембург  | 8 | 9  |
| 5   | Азербайджан | 8 | 1  |

| Поз | Команда | І | О  |
| --- | ------- | - | -- |
| 1   | Іспанія | 8 | 19 |
| 2   | Швеція  | 8 | 15 |
| 3   | Греція  | 8 | 10 |
| 4   | Грузія  | 8 | 7  |
| 5   | Косово  | 8 | 5  |

| Поз | Команда           | І | О  |
| --- | ----------------- | - | -- |
| 1   | Швейцарія         | 8 | 18 |
| 2   | Італія            | 8 | 16 |
| 3   | Північна Ірландія | 8 | 9  |
| 4   | Болгарія          | 8 | 8  |
| 5   | Литва             | 8 | 3  |

| Поз | Команда              | І | О  |
| --- | -------------------- | - | -- |
| 1   | Франція              | 8 | 18 |
| 2   | Україна              | 8 | 12 |
| 3   | Фінляндія            | 8 | 11 |
| 4   | Боснія і Герцеговина | 8 | 7  |
| 5   | Казахстан            | 8 | 3  |

| Поз | Команда  | І | О  |
| --- | -------- | - | -- |
| 1   | Бельгія  | 8 | 20 |
| 2   | Уельс    | 8 | 15 |
| 3   | Чехія    | 8 | 14 |
| 4   | Естонія  | 8 | 4  |
| 5   | Білорусь | 8 | 3  |

| Поз | Команда           | І  | О  |
| --- | ----------------- | -- | -- |
| 1   | Данія             | 10 | 27 |
| 2   | Шотландія         | 10 | 23 |
| 3   | Ізраїль           | 10 | 16 |
| 4   | Австрія           | 10 | 16 |
| 5   | Фарерські острови | 10 | 4  |
| 6   | Молдова           | 10 | 1  |

| Поз | Команда    | І  | О  |
| --- | ---------- | -- | -- |
| 1   | Нідерланди | 10 | 23 |
| 2   | Туреччина  | 10 | 21 |
| 3   | Норвегія   | 10 | 18 |
| 4   | Чорногорія | 10 | 12 |
| 5   | Латвія     | 10 | 9  |
| 6   | Гібралтар  | 10 | 0  |

| Поз | Команда    | І  | О  |
| --- | ---------- | -- | -- |
| 1   | Хорватія   | 10 | 23 |
| 2   | Росія      | 10 | 22 |
| 3   | Словаччина | 10 | 14 |
| 4   | Словенія   | 10 | 14 |
| 5   | Мальта     | 10 | 5  |
| 6   | Кіпр       | 10 | 5  |

| Поз | Команда    | І  | О  |
| --- | ---------- | -- | -- |
| 1   | Англія     | 10 | 26 |
| 2   | Польща     | 10 | 20 |
| 3   | Албанія    | 10 | 18 |
| 4   | Угорщина   | 10 | 17 |
| 5   | Андорра    | 10 | 6  |
| 6   | Сан-Марино | 10 | 0  |

| Поз | Команда            | І  | О  |
| --- | ------------------ | -- | -- |
| 1   | Німеччина          | 10 | 27 |
| 2   | Північна Македонія | 10 | 18 |
| 3   | Румунія            | 10 | 17 |
| 4   | Вірменія           | 10 | 12 |
| 5   | Ісландія           | 10 | 9  |
| 6   | Ліхтенштейн        | 10 | 1  |

### Другий раунд (плей-оф)
Шлях A
|  | Півфінали                 | Півфінали |                         |   | Фінал | Фінал |
|  |                           |           |                         |   |       |       |
|  | 24 березня 2022 – Кардіфф |           |                         |   |       |       |
|  |                           |           |                         |   |       |       |
|  | Уельс                     | 2         |                         |   |       |       |
|  | Уельс                     | 2         | 5 червня 2022 – Кардіфф |   |       |       |
|  | Австрія                   | 1         |                         |   |       |       |
|  | Австрія                   | 1         | Уельс                   | 1 |       |       |
|  | 1 червня 2022 – Глазго    |           | Уельс                   | 1 |       |       |
|  |                           | Україна   | 0                       |   |       |       |
|  | Шотландія                 | Україна   | 0                       | 1 |       |       |
|  | Шотландія                 |           |                         | 1 |       |       |
|  | Україна                   | 3         |                         |   |       |       |
|  | Україна                   | 3         |                         |   |       |       |

Шлях B
|  | Півфінали                   | Півфінали |                         |   | Фінал | Фінал |
|  |                             |           |                         |   |       |       |
|  | скасовано – Москва          |           |                         |   |       |       |
|  |                             |           |                         |   |       |       |
|  | Росія                       | –         |                         |   |       |       |
|  | Росія                       | –         | 29 березня 2022 - Хожув |   |       |       |
|  | Польща                      | +         |                         |   |       |       |
|  | Польща                      | +         | Польща                  | 2 |       |       |
|  | 24 березня 2022 – Стокгольм |           | Польща                  | 2 |       |       |
|  |                             | Швеція    | 0                       |   |       |       |
|  | Швеція (дч)                 | Швеція    | 0                       | 1 |       |       |
|  | Швеція (дч)                 |           |                         | 1 |       |       |
|  | Чехія                       | 0         |                         |   |       |       |
|  | Чехія                       | 0         |                         |   |       |       |

Шлях C
|  | Півфінали                 | Півфінали          |                         |   | Фінал | Фінал |
|  |                           |                    |                         |   |       |       |
|  | 24 березня 2022 – Порту   |                    |                         |   |       |       |
|  |                           |                    |                         |   |       |       |
|  | Португалія                | 3                  |                         |   |       |       |
|  | Португалія                | 3                  | 29 березня 2022 – Порту |   |       |       |
|  | Туреччина                 | 1                  |                         |   |       |       |
|  | Туреччина                 | 1                  | Португалія              | 2 |       |       |
|  | 24 березня 2022 – Палермо |                    | Португалія              | 2 |       |       |
|  |                           | Північна Македонія | 0                       |   |       |       |
|  | Італія                    | Північна Македонія | 0                       | 0 |       |       |
|  | Італія                    |                    |                         | 0 |       |       |
|  | Північна Македонія        | 1                  |                         |   |       |       |
|  | Північна Македонія        | 1                  |                         |   |       |       |

## Плей-оф
Міжконтинентальні плей-оф складаються з двох матчів. Переможець кожного матчу проходить до чемпіонату світу. Матчі пройдуть у Катарі 13-14 червня 2022.

### АФК–КОНМЕБОЛ
| Команда 1 | Рахунок        | Команда 2 |
| --------- | -------------- | --------- |
| Австралія | 0:0 (пен. 5:4) | Перу      |

### КОНКАКАФ–ОФК
| Команда 1  | Рахунок | Команда 2     |
| ---------- | ------- | ------------- |
| Коста-Рика | 1:0     | Нова Зеландія |

## Позначки
1. ↑  Через вторгнення Росії в Україну Росію виключили з кваліфікації[30], а Польща отримали автоматичну перемогу та пройшли до фіналу шляху A[31].